# 陈洪 (1907年)
陈洪（1907年—2002年7月4日），男，广东海丰人，中国音乐教育家、音乐理论家、作曲家、翻译家，曾任南京大学音乐系教授、系主任，南京师范学院音乐系系主任、名誉系主任。